# Gilberto Moraes Junior
Gilberto Moraes Júnior, född 7 mars 1993, mer känd som endast Gilberto, är en brasiliansk fotbollsspelare som spelar som högerback för Bahia. Han har tidigare spelat för bland annat Fiorentina.

## Karriär
Den 8 augusti 2020 värvades Gilberto av Benfica, där han skrev på ett femårskontrakt. Den 9 juli 2023 värvades Gilberto av Bahia, där han skrev på ett 3,5-årskontrakt.